# Acanthopagrus latus
Espèce
Statut de conservation UICN

 DD  : Données insuffisantes
Acanthopagrus latus est une espèce de poissons marins de la famille des Sparidés, également appelé Pagre à nageoires jaunes.